# Gigapan
 (mars 2023).
Si vous disposez d'ouvrages ou d'articles de référence ou si vous connaissez des sites web de qualité traitant du thème abordé ici, merci de compléter l'article en donnant les références utiles à sa vérifiabilité et en les liant à la section « Notes et références ».

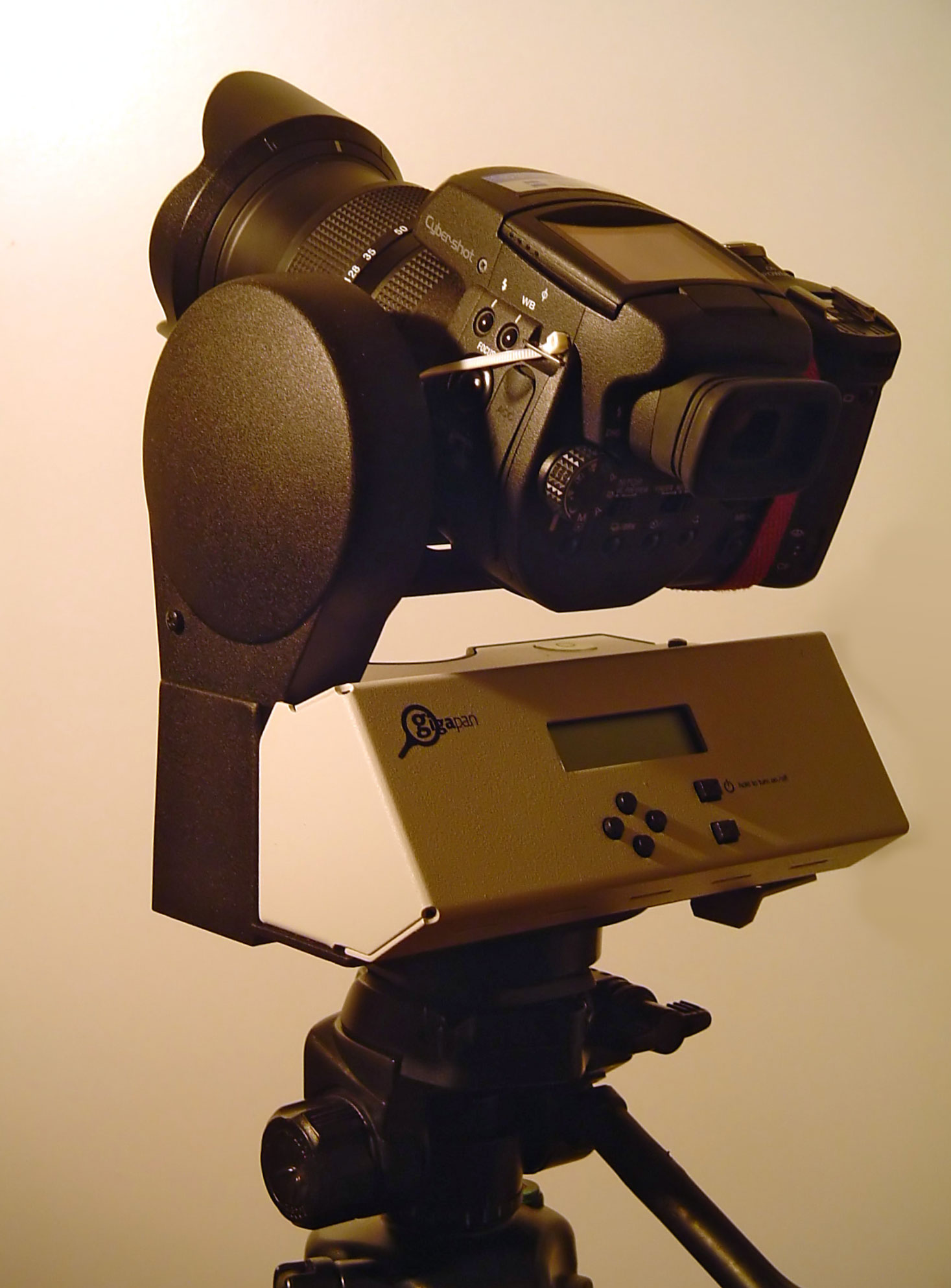
Un GigaPan muni d'un appareil photographique.

GigaPan est un projet collaboratif entre la Carnegie Mellon University et l'Ames Research Center de la NASA, avec le support de Google. L'objectif est de faciliter le développement de photos panoramiques composites à haute résolution (gigapixel).

## Historique
GigaPan a été lancé en 2008.